# Lucjan Malinowski
Lucjan Feliks Malinowski (Jaroszewice, Polonia, 27 de mayo de 1839-Cracovia, 15 de enero de 1898) fue un lingüista polaco, investigador del dialectos del silesiano (una lengua eslava occidental), viajero, catedrático de la Universidad de Jagellonian y, desde 1887 director del Seminario de Lenguas Eslavas. Estudió historia del idioma polaco y etimología.
- Datos: Q1049552
- Multimedia: Lucjan Malinowski / Q1049552

- Wikimedia Commons alberga una galería multimedia sobre Lucjan Malinowski.
- Wikiquote alberga frases célebres de o sobre Lucjan Malinowski. (en polaco)